# Wprost
Wprost (pl. Directement) est un hebdomadaire polonais, consacré aux questions de politique et de société.
La première édition date du 5 décembre 1982. Les prises de position du journal peuvent être qualifiées d'à la fois libérales (du point de vue économique) et conservatrices (du point de vue des mœurs).
Le magazine est connu pour ses couvertures provocatrices,.